# Monts Notre-Dame
Monts Notre-Dame är en bergskedja i provinsen Québec i Kanada. Den ligger i den östra delen av landet, 600 km nordost om huvudstaden Ottawa.